# Evergestis africalis
Evergestis africalis is een vlinder uit de familie grasmotten (Crambidae). De wetenschappelijke naam is voor het eerst gepubliceerd in 1854 door Achille Guenée.
De soort komt voor in Sicilië, Iran, Algerije en Zuid-Afrika.